# Marco Di Mauro
Marco Di Mauro (Régio da Emília, 6 de janeiro de 1980) é um cantor, músico, compositor, ator e escritor italiano. É conhecido por temas musicais como Nada de nada, Mi vida sabe a ti, A partir de hoy, Algo que me falta, Eres tú, Ámame, entre outras canções.

## Biografia
Nascido na Itália, desde a infância tinha uma grande paixão pela música. Aos seis anos, começou a cantar na escola. Aos oito anos, ganhou sua primeira guitarra. Logo depois, começou a compor suas primeiras músicas. Ainda muito jovem, ele admitiu aos pais que quando fosse mais velho se tornaria cantor. Estudou filosofia, história da arte, estética e literatura, que aprimorou seu talento natural para escrever. Queria se matricular no conservatório, mas seu pai o forçou a estudar uma carreira "mais séria" e em troca o permitiu que seguisse sua paixão pela música e pelo canto, então estudou direito. Por muitos anos, trabalhou em organizações não-governamentais dedicadas a melhorar as condições de vida de milhares de pessoas nas áreas mais pobres do planeta. Enquanto isso, se dedicou a procurar uma oportunidade no mundo da música, sempre foi compositor e autor de todas as suas músicas e um refinado músico de violão e piano.

## Carreira
Quando adolescente, foi escolhido como o vocalista de um grupo musical, do qual se tornou líder. Desde então e, pelos cinco anos seguintes, seu grupo se apresentou em clubes e festivais na Itália e na Espanha. Aos quinze anos, começou a gravar demos de suas próprias composições. Desde então, buscou por muitos anos a oportunidade de gravar um disco.
Em 2007, conheceu Rosa Lagarrigue, gerente de Alejandro Sanz e Miguel Bosé que, entusiasmada com sua música, o contratou como um novo talento. Em 2009, lançou seu primeiro álbum intitulado "Marco Di Mauro", produzido pela Warner Music. "Nada de Nada", seu primeiro single, rapidamente posicionou-se em primeiro lugar nas rádios de muitos países da América Latina. Com "Mi Vida Sabe a Ti", o segundo single do mesmo álbum, o talento do artista é confirmado, alcançando novamente os principais spots de rádio em toda a América e Espanha. Em 2010, é reconhecido com o disco de ouro pelas altas vendas de seu primeiro álbum. Além de ser reconhecido pela Sociedad de Autores y Compositores de México (SACM) com o prêmio de "Canção do Ano" de 2010 por "Nada de Nada". No final de 2010, é lançado seu segundo álbum intitulado "Algo Que Me Faltaba", no qual estão presentes os singles "Algo Que Me Falta" e "A Partir de Hoy", um dueto com a cantora e atriz mexicana Maite Perroni. A canção foi escolhida junto com uma de Luis Miguel como tema principal da telenovela da Televisa, Triunfo del amor e rapidamente tornou-se um grande sucesso alcançando a primeira posição do iTunes México, sendo a quarta mais tocada no país e a quinquagésima-quarta mais executada na América Latina no ano de 2011. A parceria foi performada em várias premiações e programas de televisão. No mesmo ano, Di Mauro recebeu o disco de platina pelas grandes vendas de sua produção musical. Em 2013, é lançado "Eres Tú", o primeiro single de seu terceiro álbum intitulado "¡Te Quiero!", novamente atingindo os principais pontos de rádio em todo o continente americano. Duas novas canções foram incluídas no novo álbum, "Te Amaré" e "Si Te Vas", que Di Mauro escreveu para o filme Siete años de matrimonio. O segundo single intitulado "Ámame", cujo clipe foi gravado em Los Angeles, mais uma vez faz o artista alcançar as primeiras posições na rádio de toda a América. A turnê do álbum levou o artista a visitar a América Central e do Sul, Estados Unidos e Espanha, preenchendo todos os lugares onde se apresentou.
Em 2013, publicou pela editora Porrúa, seu livro A veces quisiera un hijo y a veces... sólo un cigarro más, apresentado na XXXIV Feria Internacional del Libro del Palacio de Minería na Cidade do México. O livro distribuído em todas as livrarias do país obteve um sucesso surpreendente de vendas e crítica.
O artista também atuou em telenovelas da Televisa, fazendo participações especiais em Triunfo del amor, produzida em 2010 por Salvador Mejía Alejandre e protagonizada por Victoria Ruffo, Maite Perroni e William Levy, Porque el amor manda, produzida em 2012 por Juan Osorio e protagonizada por Fernando Colunga e Blanca Soto, Lo que la vida me robó, produzida em 2013 por Angelli Nesma Medina e protagonizada por Angelique Boyer, Sebastián Rulli e Luis Roberto Guzmán e Muchacha italiana viene a casarse, produzida em 2014 por Pedro Damián e protagonizada por Livia Brito e José Ron.

## Discografia

### Álbuns de estúdio
| Álbum               | Detalhes                                                                                        |
| ------------------- | ----------------------------------------------------------------------------------------------- |
| Marco Di Mauro      | - Lançamento: 30 de outubro de 2009 - Formatos: CD, download digital - Gravadora: Warner Music  |
| Algo Que Me Faltaba | - Lançamento: 10 de dezembro de 2010 - Formatos: CD, download digital - Gravadora: Warner Music |
| ¡Te Quiero!         | - Lançamento: 23 de abril de 2013 - Formatos: CD, download digital - Gravadora: Warner Music    |

## Filmografia

### Televisão
| Ano       | Título                            | Personagem     | Notas                 |
| --------- | --------------------------------- | -------------- | --------------------- |
| 2010–2011 | Triunfo del amor                  | Ele mesmo      | Participação especial |
| 2012–2013 | Porque el amor manda              | Ele mesmo      | Participação especial |
| 2013–2014 | Lo que la vida me robó            | Ele mesmo      | Participação especial |
| 2014–2015 | Muchacha italiana viene a casarse | Santino Orsini | Coadjuvante           |